# Iluminação espiritual
Iluminação é um conceito teologógico presente em todas as religiões relacionado à revelação espiritual, ao entendimento profundo da mente divina e do significado e propósito de todas as coisas, à comunicação direta com a divindade, ou ainda a um estado alterado da consciência onde tudo é percebido como uma unidade. É um estado em que a mente percebe o vazio, em que a mente encontra o silêncio para lá dos pensamentos, um estado transcendente, de silêncio, paz e reconciliação universal.

## No Cristianismo
Jesus Cristo, pessoa central no Cristianismo, é a encarnação do Deus Criador, como descrito no livro de Colossenses 2:9 "Porque nele habita corporalmente toda a plenitude da divindade". Para alcançar a Iluminação, é necessário que o indivíduo creia em Cristo, em sua Divindade, sua morte e ressurreição, passando pela batismo. A partir daí, por intermédio do sacrifício que Cristo realizou na cruz, o tal recebe a purificação espiritual de todos os pecados, com efeito é transformado em um novo homem interior com natureza divina, através do batismo no Espírito Santo, sendo então livre das cobiças da vida terrena e das obras da carne. As pessoas que atingem a iluminação apresentam características divinas em sua natureza, conhecidas como "O Fruto do Espírito".
O cristão iluminado torna-se uma divindade, não para receber adoração ou culto, mas para fazer parte da família de Deus, compreendendo assim e realizando o sentido e propósito da existência humana.

## No Hinduísmo e Jainismo
Moksha ou Mocsa, no Hinduísmo e no Jainismo, é a finalidade principal da vida humana, a de atingir um estado de perfeição, liberto de paixões e de inquietudes, resultado e função específica do verdadeiro conhecimento.

## No Budismo
Bodhi, no Budismo, significa especificamente a experiência do despertar alcançada por Gautama Buddha e seus discípulos. Isto é às vezes descrito como a completa e perfeita sanidade, ou despertar da verdadeira natureza do universo. Após alcançado, a pessoa se liberta do círculo do Samsāra: nascimento, sofrimento, morte e renascimento.

## No zen budismo
Satori, no zen budismo, significa, literalmente, "compreensão", e refere-se a um estado de iluminação espiritual profundo e duradouro. Segundo D. T. Suzuki, "Satori é a razão de ser do zen, foco de todo o esforço disciplinário ou doutrinal.

## Iluminação nas tradições Seculares Ocidentais
No tradição filosófica ocidental, a iluminação é vista como uma fase na história cultural marcada por uma convicção pela razão, normalmente acompanhada pela convicção em rejeitar a religião revelada ou institucional. De acordo com o filósofo Gonçal Mayos, hoje não poderemos destacar uma definição única, como pretenderam fazer os grandes estudiosos clássicos como, por exemplo, Hegel, Ernst Cassirer e Paul Hazard.
Ilustração é um processo de longa duração, de evolução interna e que se relaciona com outros processos sobrepostos (alguns dos quais podem ser mais duradouros, globais e básicos, como mesmo a modernidade) e que não se inscreve somente na alta cultura, mas no marco mais decisivo e fundamental da mentalidade e dos modos de vida sociais. As ideias e a sociedade ilustradas não aparecem em todas as partes iguais e ao mesmo tempo. Os contextos sociais, culturais, econômicos e políticos são muito diversos e são a causa que nos obriga a falar de uma multiplicidade de ilustrações, que os estudiosos normalmente designam com os termos das diversas línguas: enlightment para o mundo anglófono (muitas vezes especificando a especificidade escocesa, irlandesa ou americana), lumières para os francófonos, Aufklärung para os países de língua alemã, lumi para os países de língua italiana, luces nos países de língua castelhana...

### A definição de Kant da iluminação"
No ensaio de 1784, Respondendo à perguntaː o que é iluminação?, Immanuel Kant descreveu o seguinte:
Iluminação é um homem liberto da autoincorrida tutela. Tutela é a incapacidade de usar o seu próprio entendimento sem ser guiado por outro. Tal tutela é autoatraída se a causa não é carente de inteligência, mas antes uma carência de determinação e coragem para usar a inteligência sem ser guiado por outro.
Kant racionaliza que, embora um homem deva obedecer seus deveres civis, ele deve fazer um uso público da razão. Seu lema para a iluminação éː Sapere aude!, ou "ouse saberǃ".

### A definição de iluminação de Adorno e Horkheimer
Na controversa análise da sociedade contemporânea ocidental, "Dialética da iluminação" (1944, revisada em 1947), Theodor Adorno e Max Horkheimer desenvolveram um extenso e pessimista conceito de iluminação. Na análise, a iluminação tem um lado obscuro: enquanto se tenta abolir a superstição e os mitos da filosofia fundamentalista, se ignora a própria base mística. O esforço em direção à totalidade e convicção leva a um aumento da instrumentalização da razão. Na visão, a autoiluminação deve ser iluminada e não baseada em um visão de mundo 'livre de mitos'.